# Torre de la iglesia del Salvador
La torre de la iglesia del Salvador de Teruel es una edificación del mudéjar aragonés de España catalogada en 1986 como Patrimonio de la Humanidad. Fue erigida durante el esplendor del reino de Aragón en el siglo XIV, cuando aún la población musulmana pervive en la ciudad gracias a los fueros de Alfonso II. 

## Descripción

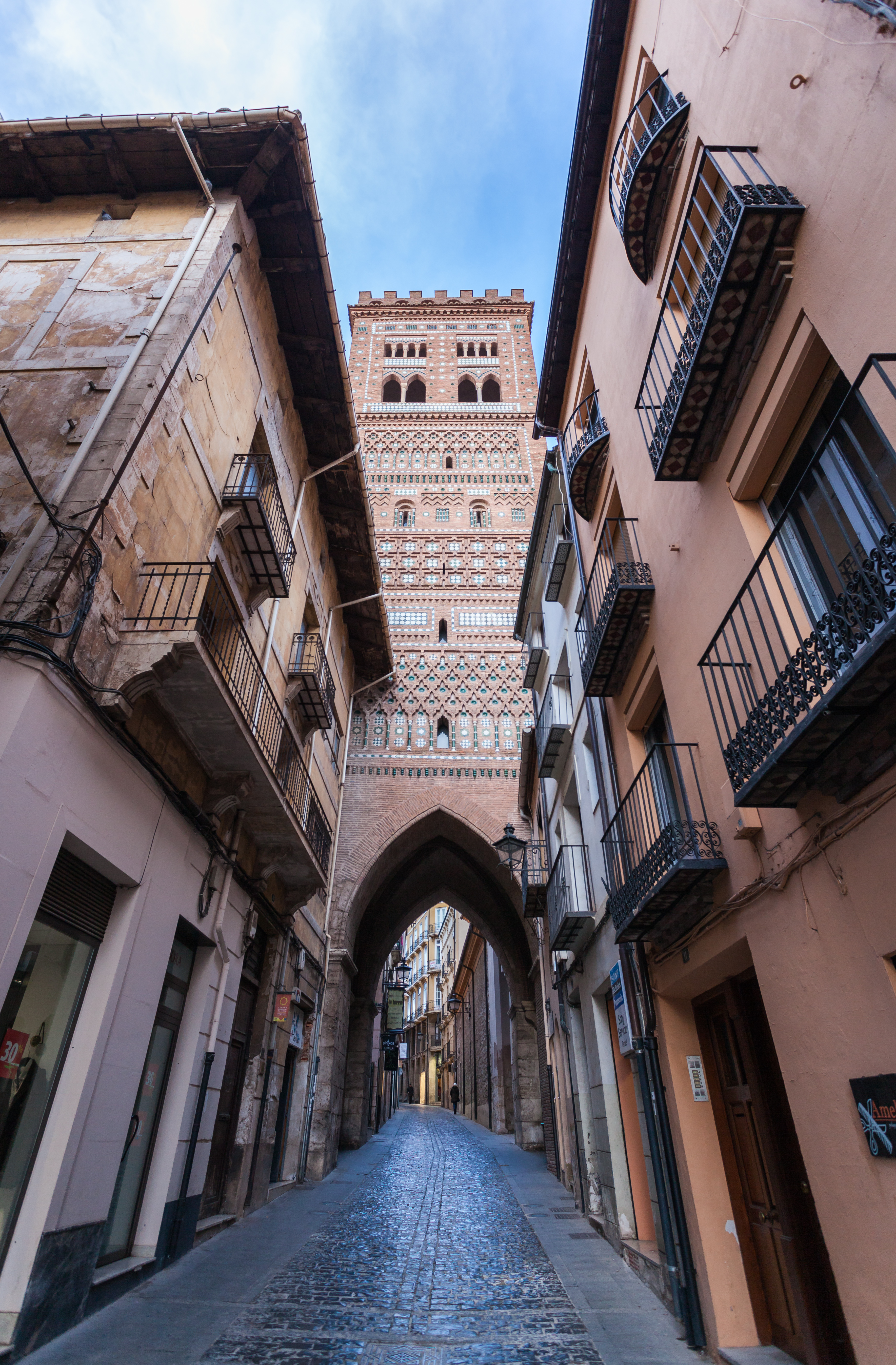
La torre, sobre la calle del Salvador

Se levanta sobre la calle del Salvador, la cual discurre bajo ella utilizando el arco apuntado sobre la que se levanta, y que permite que estos lados queden libres de edificios anexos, a diferencia del resto de la base, que se encajona entre viviendas. Se construyó junto a la iglesia del Salvador. La similitud con la torre de la iglesia de San Martín es evidente.
La torre imita la estructura del minarete almohade con dos torres cuadradas concéntricas entre las que se sitúan las escaleras. La torre interior presenta tres pisos superpuestos cubiertos con bóveda de crucería y un campanario con arcos apuntados y de medio punto. En su ornamentación dominan los arcos mixtilíneos, los sebka y la cerámica vidriada en colores verdes y blancos. Para el ascenso se deben salvar 122 escalones, en las paredes enyesadas se pueden observar grafitos de la época de la construcción.
Finalizadas las obras de su restauración, entre los años 1991 y 1993, se convierte en la primera torre mudéjar visitable de la ciudad de Teruel. Sus tres salas interiores, así como el campanario y mirador, albergan el Centro de Interpretación de la Arquitectura Mudéjar Turolense.
Durante el primer trimestre de 2020 se pondrán en circulación monedas de dos euros con la imagen del mencionado monumento en una de sus caras.

## Patrimonio de la Humanidad
El conjunto monumental mudéjar de la ciudad de Teruel fue declarado Patrimonio de la Humanidad por la Unesco en 1986. La justificación de su importancia fue descrita en estos términos:

El desarrollo en el siglo XII del arte Mudéjar en Aragón es consecuencia de las condiciones políticas, sociales y culturales particulares que prevalecieron en España después de la Reconquista. Este arte, influido por la tradición islámica, refleja también los varios estilos europeos contemporáneos, particularmente el gótico. Presente hasta el inicio del siglo XVII, está caracterizado por un uso extremadamente refinado e inventivo del ladrillo y de azulejos esmaltados en arquitectura, especialmente en los campanarios de iglesias.
Declaración del Mudéjar Aragonés en la página oficial de la UNESCO

La justificación de la declaración está sustentada en el criterio IV de la misma organización:

Criterio IV. Por ser un ejemplo excepcional de un tipo de edificio, conjunto arquitectónico o tecnológico o paisaje que ilustra un periodo significativo en la historia humana.
Criterios de selección (UNESCO, Patrimonio de la Humanidad).

## Centro de Interpretación de la Arquitectura Mudéjar Turolense
La torre de El Salvador alberga en sus tres salas interiores y el campanario elementos expositivos para la interpretación de la arquitectura mudéjar. El fenómeno social en que nace, así como los materiales y procesos constructivos que la convierten en el único tipo de arte exclusivamente español, cuyo máximo exponente se alcanzó en la ciudad de Teruel.
- Sala 3. El mudéjar turolense. Maqueta a escala de Teruel en el siglo XIV
- Sala 2. El mudéjar en el tiempo. Materiales constructivos
- Sala 1. El mudéjar en el espacio. Geografía del mudéjar

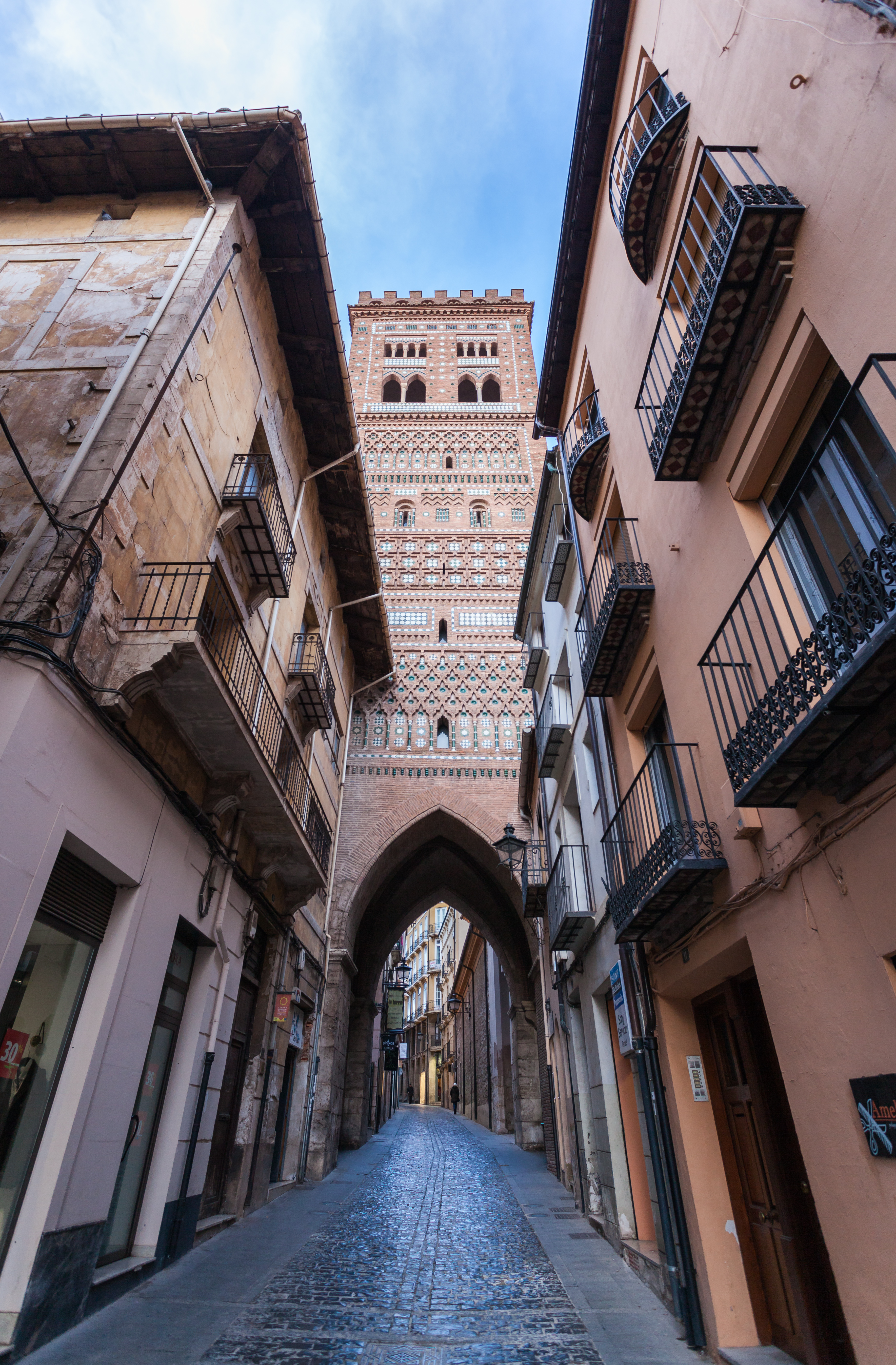
Parte superior de la torre
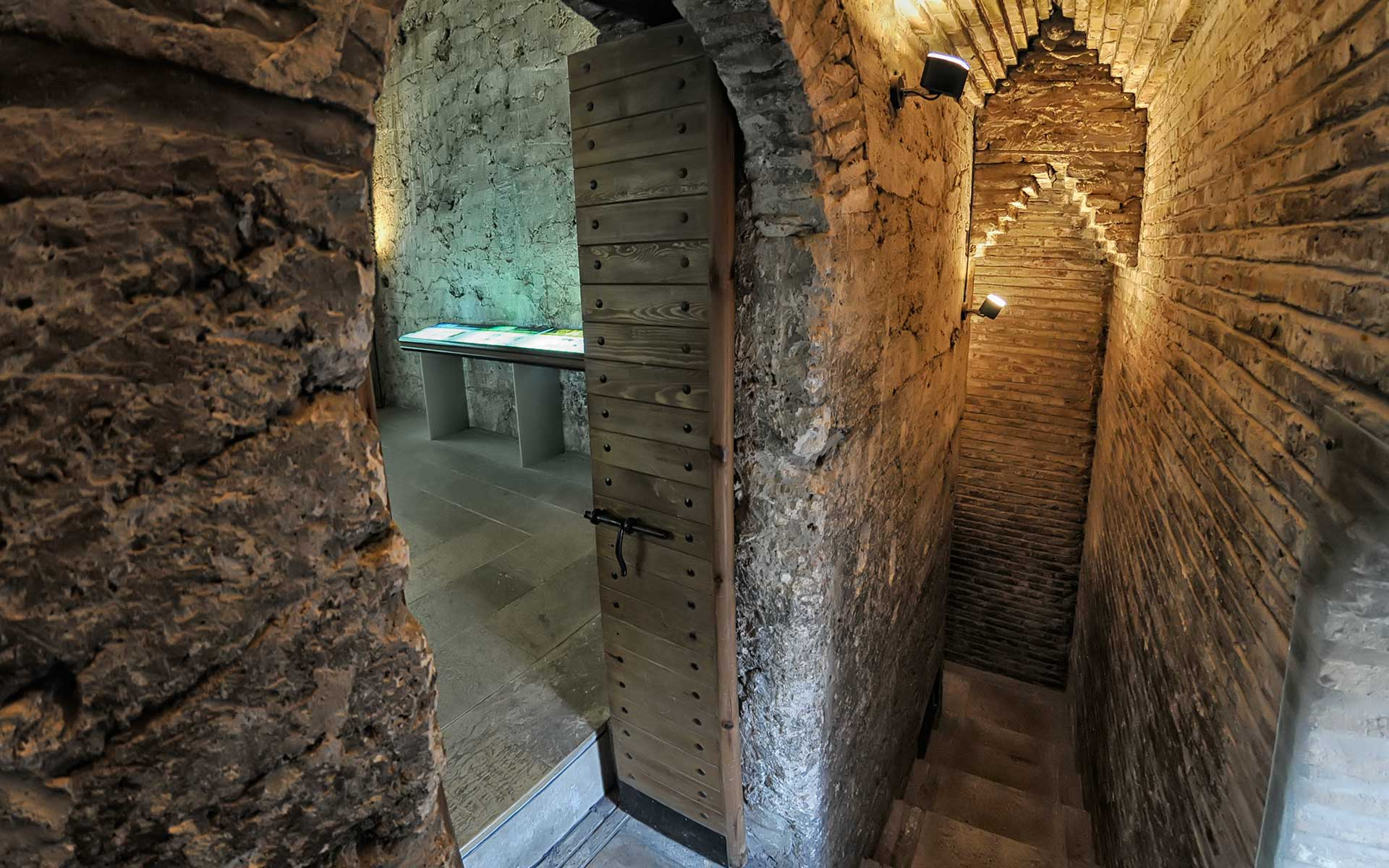
Interior de la torre, construcción de alminar almohade con doble torre
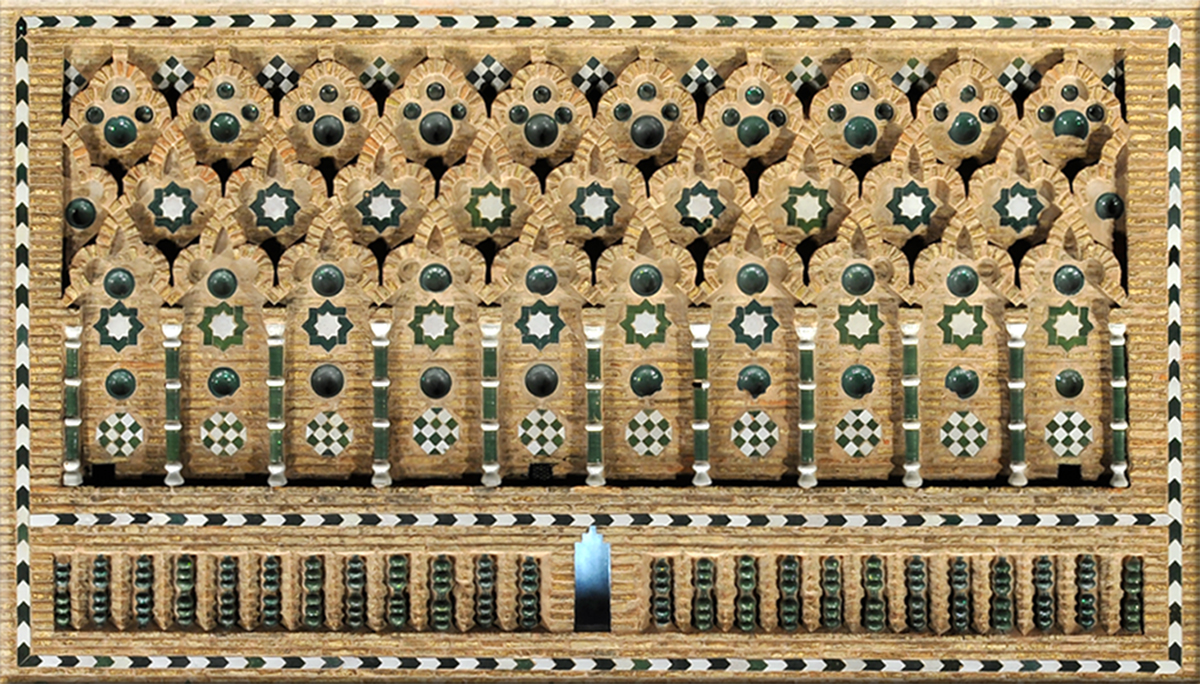
Paño de sebka
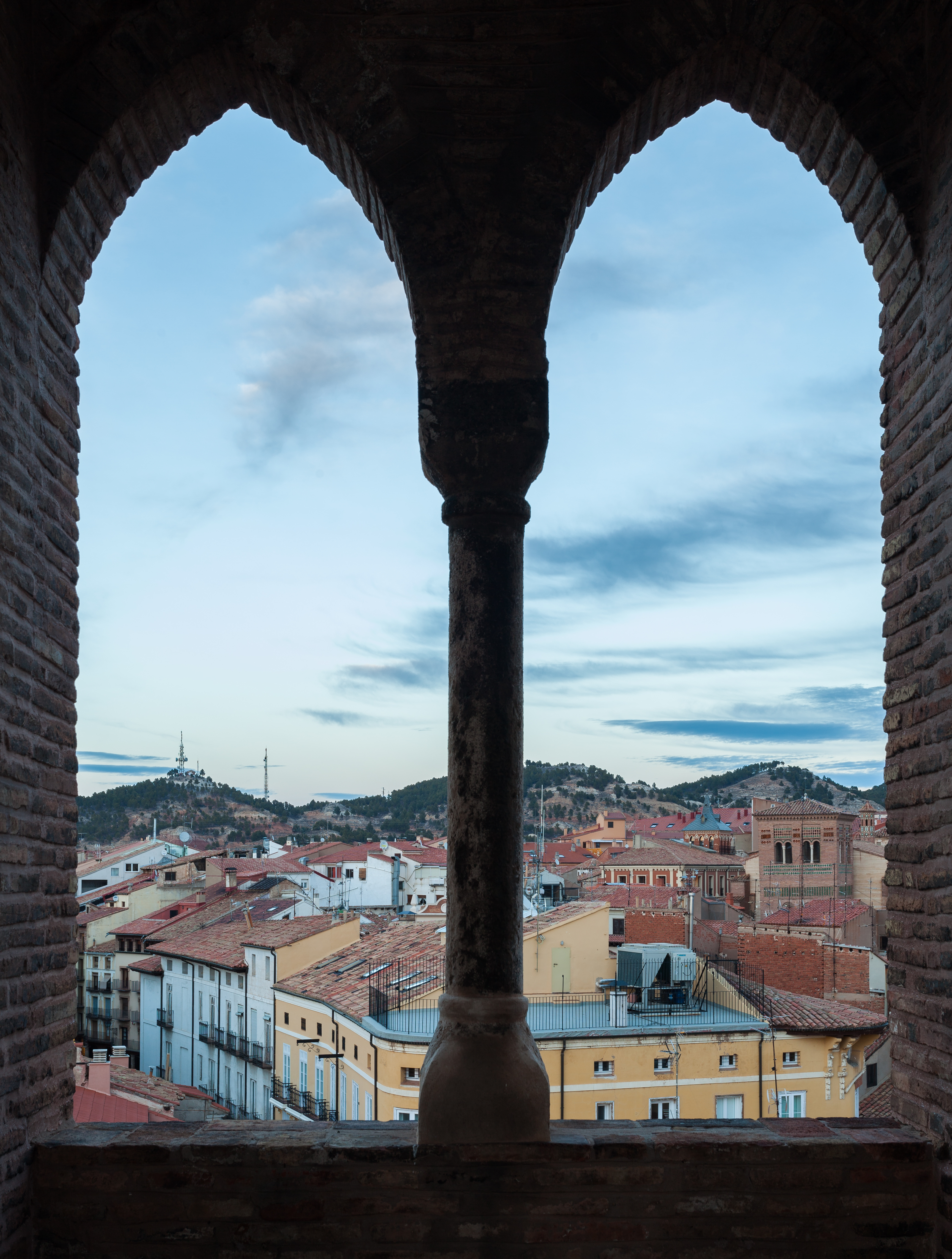
Detalle de una ventana desde el interior
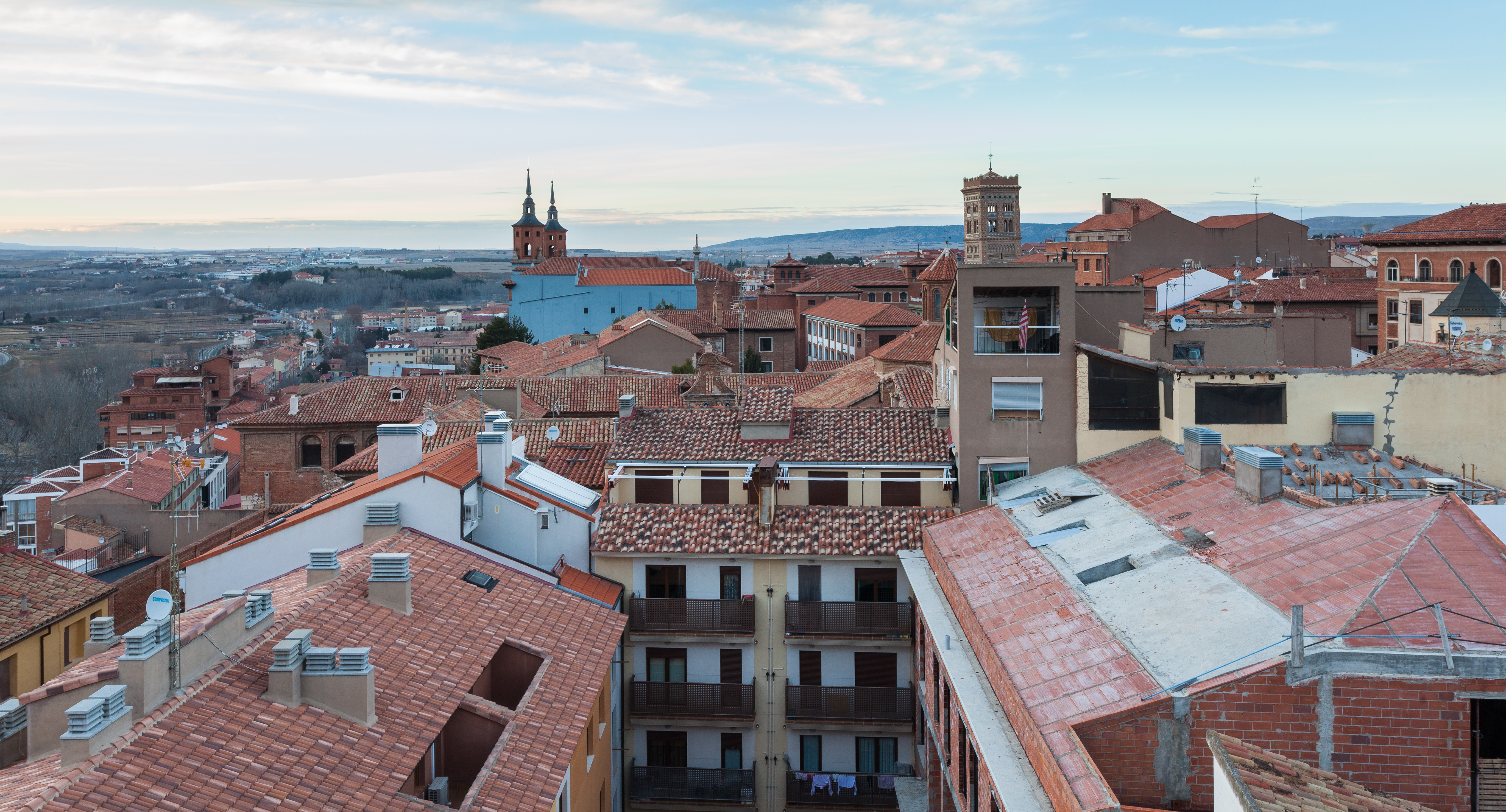
Vista desde el campanario de la torre
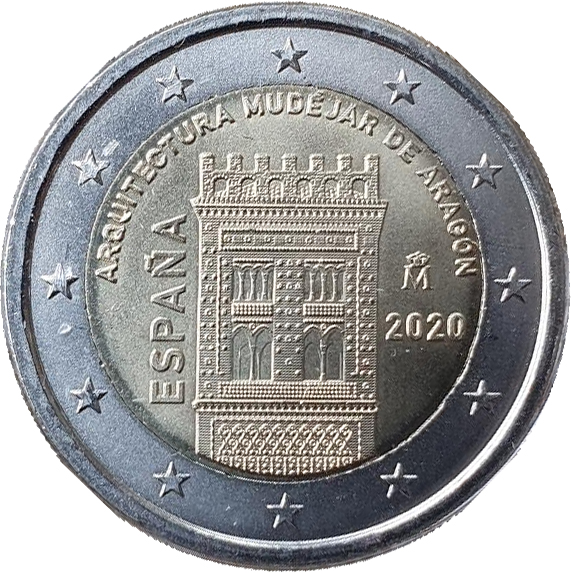
Moneda de 2 €